# Møbelringen Cup 2016
Møbelringen Cup 2016 var den 16. udgave af Møbelringen Cup og blev afholdt fra 24. - 27. november 2016 i DNB Arena i Stavanger i Norge. Turneringen havde deltagelse af Frankrig, Rusland, Danmark og værtsnationen Norge. Det var en opvarmningsturnering for fire landshold inden EM i håndbold 2016 i Sverige. Turneringen blev vundet af Norge, der vandt turneringen for tiende gang.

## Resultater
| Dato  | Hold 1   | Hold 2   | Resultat | Pause |
| ----- | -------- | -------- | -------- | ----- |
| 24.11 | Frankrig | Rusland  | 23-30    | 11-15 |
| 24.11 | Norge    | Danmark  | 31-25    | 17-10 |
| 26.11 | Rusland  | Danmark  | 22-30    | 12-16 |
| 26.11 | Norge    | Frankrig | 29-20    | 13-14 |
| 27.11 | Danmark  | Frankrig | 19-20    | 7-7   |
| 27.11 | Norge    | Rusland  | 28-26    | 15-14 |

| Hold     | Kampe | Mål   | Point |
| -------- | ----- | ----- | ----- |
| Norge    | 3     | 88:71 | 6     |
| Danmark  | 3     | 74:73 | 2     |
| Rusland  | 3     | 78:81 | 2     |
| Frankrig | 3     | 63:78 | 2     |

## Topscorer
| Nr. | Navn                 | Land     | Antal mål |
| --- | -------------------- | -------- | --------- |
| 1   | Daria Dmitrieva      | Rusland  | 14        |
| 2   | Alexandra Lacrabère  | Frankrig | 11        |
| 3   | Stine Bredal Oftedal | Norge    | 10        |
| 4   | Marit Malm Frafjord  | Norge    | 10        |
| 5   | Anne Mette Hansen    | Danmark  | 10        |

## All-Star Team
- Målvogtere:  Kari Aalvik Grimsbø
- Venstre fløj:  Camilla Herrem
- Højre fløj:  Anna Vyakhireva
- Venstre back:  Veronica Kristiansen
- Højre back:  Mette Tranborg
- Playmaker:  Daria Dmitrieva
- Stregspiller:  Marit Malm Frafjord